# Йоаким (Сеґеді)
Йоаки́м Сеґе́ді (27 жовтня 1904, Руський Керестур — 20 березня 2004, Крижевці) — греко-католицький єпископ-помічник Крижевецької єпархії (1963–2004).

## Життєпис
У 1927 р. прийняв ієрейські свячення від владики Діонісія Няраді, у 1963 р. архієрейські свячення з титулом єпископа Гіпсарійського від митрополита Йосифа Сліпого, архієпископа Гавриїла Букатка і єпископа Августина Горняка в Римі. Вікарій Бачки (1940—1966), пізніше, від 1966 р. вікарій усієї Крижевецької єпархії, а від 1981 р. — адміністратор. У 1983 р. склав свої повноваження на руки нового єпископа Славомира Мікловша.
Писав статті на релігійні й історично-культурні теми.
Помер 20 березня 2004 року, на 100-му році життя, і похований у Руському Керестурі.